# Cyathea catacampta
Cyathea catacampta là một loài dương xỉ trong họ Cyatheaceae. Loài này được Alston mô tả khoa học đầu tiên năm 1958.